# Ваља Магерушулуј (Бистрица-Насауд)
Ваља Магерушулуј (рум. Valea Măgherușului) насеље је у Румунији у округу Бистрица-Насауд у општини Шиеу-Магеруш. Oпштина се налази на надморској висини од 355 m.

## Становништво
Према подацима из 2002. године у насељу је живело 133 становника, од којих су сви румунске националности.